# Grijpstaartstekelvarken
Het grijpstaartstekelvarken (Coendou prehensilis) is een zoogdier uit de familie van de stekelvarkens van de Nieuwe Wereld (Erethizontidae). De wetenschappelijke naam van de soort werd in 1758 als Hystrix prehensilis gepubliceerd door Carl Linnaeus.

## Kenmerken
Dit grote, gespierde knaagdier heeft kromme klauwen, kale voetzolen en een bij de top onbehaarde, lange grijpstaart. De lichaamslengte bedraagt 52 cm, de staartlengte 52 cm en het gewicht 5 kg en sommige kunnen tot wel 10 kg wegen.

## Leefwijze
Dit dier gaat in de schemering in de bomen op zoek naar voedsel, dat bestaat uit bladeren, boombast, vruchten en malse scheuten, maar ook klein gedierte staat op zijn menu. Overdag rust het dier in een hol, een boom of ondergronds.

## Verspreiding
Deze solitaire soort komt plaatselijk algemeen voor in de tropische bossen van Trinidad, noordelijk en oostelijk Zuid-Amerika, met name oostelijk Venezuela, Guyana,Suriname, centraal en oostelijk Brazilië, noordelijk Argentinië, Uruguay, oostelijk Paraguay en Bolivia.